# Mormosaurus
Mormosaurus («lagarto Bogeyman» o «lagarto de Mormo») es un género de sinápsidos terápsidos extinto perteneciente a la familia Tapinocephalidae. Este género fue establecido inicialmente por Watson en 1914, y tiene una especie, M. Seeleyi. Mormosaurus tenía un cráneo grande. 